# Bekerel
Bekerel, Bq – jednostka miary aktywności promieniotwórczej w układzie SI (jednostka pochodna układu SI).
Próbka ma aktywność 1 Bq, gdy zachodzi w niej jeden rozpad promieniotwórczy na sekundę. Na przykład, jeśli jądra atomowe danego ciała emitują 1000 cząstek alfa na sekundę wskutek rozpadów alfa (i jednemu rozpadowi odpowiada emisja jednej cząstki alfa oraz nie zachodzą inne rodzaje rozpadów), to aktywność tego ciała jest równa 1000 Bq, czyli 1 kBq.
Wymiarem bekerela jest s−1. 
Nazwa jednostki pochodzi od nazwiska Henriego Becquerela, który wraz z Pierre'em Curie i Marią Skłodowską-Curie otrzymał w 1903 roku Nagrodę Nobla za odkrycie i badanie promieniotwórczości.
Inną jednostką aktywności promieniotwórczej jest kiur (Ci), odpowiadający aktywności 1 g radu-226:
1 Ci ≈ 3,7·1010 Bq = 37 GBq
Dokładniejsze badania wykazały, że radioaktywność 1 g radu 226 wynosi 36,6 GBq.

## Porównania
Bekerel jest bardzo małą jednostką, dlatego w praktyce często używane są jej wielokrotności: kBq, MBq, GBq oraz TBq. Na przykład aktywność naturalnego radionuklidu potasu 40K w ciele ludzkim wynosi średnio około 4 kBq, a więc 4000 rozpadów na sekundę. Bomba atomowa użyta w Hiroszimie (14 kt) wydzieliła substancje promieniotwórcze o aktywności około 8·1024 Bq.